# Atletismo nos Jogos Olímpicos de Verão de 2020 - 3000 m com obstáculos feminino
O evento dos 3000 metros com obstáculos feminino nos Jogos Olímpicos de Verão de 2020 ocorreu nos dias 1 e 4 de agosto de 2021 no Estádio Olímpico. Esperava-se que aproximadamente quarenta e cinco atletas participassem.

## Qualificação
Um Comitê Olímpico Nacional (CON) pode inscrever até 3 atletas no evento feminino dos 3000 metros com obstáculos desde que todos as atletas atendam ao padrão de inscrição ou se classificarem pelo ranking durante o período de qualificação (o limite de 3 está em vigor desde o Congresso Olímpico de 1930). O tempo padrão a qualificação é 9:30.00. Este padrão foi "estabelecido com o único propósito de qualificar atletas com desempenhos excepcionais incapazes de se qualificar através do caminho do Ranking Mundial da IAAF". O ranking mundial, baseado na média dos cinco melhores resultados da atleta durante o período de qualificação e ponderado pela importância do evento, foi usado para qualificar os atletas até que o limite de 45 fosse alcançado.
O período de qualificação foi originalmente de 1 de maio de 2019 a 29 de junho de 2020. Devido à pandemia de COVID-19, este período foi suspenso de 6 de abril de 2020 a 30 de novembro de 2020, com a data de término estendida para 29 de junho de 2021. O início do período do ranking mundial a data também foi alterada de 1 de maio de 2019 para 30 de junho de 2020; as atletas que atingiram o padrão de qualificação naquela época ainda estavam qualificados, mas aqueles que usavam as classificações mundiais não seriam capazes de contar os desempenhos durante esse tempo. Os padrões de tempo de qualificação podem ser obtidos em várias competições durante o período determinado que tenham a aprovação da IAAF. Tanto competições ao ar livre quanto em recinto fechado eram elegíveis para a qualificação. Os campeonatos continentais mais recentes podem ser contados no ranking, mesmo que não durante o período de qualificação.
Os CONs também podem usar sua vaga de universalidade — cada CON pode inscrever um atleta independentemente do tempo, se não houver nenhum atleta que atenda ao padrão de entrada a um evento de atletismo — nos 3000 metros com obstáculos.

## Formato
O evento continua a usar o formato de duas fases (eliminatórias e final) introduzido em 2012. São 3 baterias iniciais, com os 3 primeiros colocados em cada uma e os 6 melhores tempos no geral avançando para a final.

## Calendário
Horário local (UTC +9)
| 1 de agosto   | 4 de agosto |
| 9:40          | 20:00       |
| ------------- | ----------- |
| Eliminatórias | Final       |

## Medalhistas
| Ouro   | UGA Peruth Chemutai   |
| Prata  | USA Courtney Frerichs |
| Bronze | KEN Hyvin Jepkemoi    |

## Recordes
Antes desta competição, os recordes mundiais, olímpicos e regionais existentes eram os seguintes:
| Tipo             | Atleta                   | Tempo   | Local  | Data                 |
| ---------------- | ------------------------ | ------- | ------ | -------------------- |
| Recorde mundial  | Beatrice Chepkoech       | 8:44.32 | Mónaco | 20 de julho de 2018  |
| Recorde olímpico | Gulnara Samitova-Galkina | 8:58.81 | Pequim | 17 de agosto de 2008 |

### Por região
| Área                               | Tempo   | Atleta                   | Nação          |
| ---------------------------------- | ------- | ------------------------ | -------------- |
| África                             | 8:44.32 | Beatrice Chepkoech       | Quénia         |
| Ásia                               | 8:52.78 | Ruth Jebet               | Bahrein        |
| Europa                             | 8:58.81 | Gulnara Samitova-Galkina | Rússia         |
| América do Norte, Central e Caribe | 9:00.85 | Courtney Frerichs        | Estados Unidos |
| Oceania                            | 9:14.28 | Genevieve LaCaze-Gregson | Austrália      |
| América do Sul                     | 9:25.99 | Belén Casetta            | Argentina      |

Os seguintes recordes nacionais foram estabelecidos durante a competição:
| CON          | Atleta                  | Rodada        | Tempo   | Notas |
| ------------ | ----------------------- | ------------- | ------- | ----- |
| Canadá       | Geneviève Lalonde       | Eliminatórias | 9:22.64 |       |
| Brasil       | Tatiane Raquel da Silva | Eliminatórias | 9:36.43 |       |
| Uganda       | Peruth Chemutai         | Final         | 9:01.45 |       |
| Eslovênia    | Maruša Mišmaš-Zrimšek   | Final         | 9:14.84 |       |
| Grã-Bretanha | Elizabeth Bird          | Final         | 9:19.69 |       |

## Resultados

### Eliminatórias
Regra de qualificação: as 3 primeiras de cada bateria (Q) e os seguintes 6 tempos mais rápidos (q) avançam a final.

#### Bateria 1
| Pos. | Atleta             | CON                | Tempo    | Notas           |
| ---- | ------------------ | ------------------ | -------- | --------------- |
| 1    | Winfred Yavi       | BRN Bahrein        | 9:10.80  | Q               |
| 2    | Peruth Chemutai    | UGA Uganda         | 9:12.72  | Q,              |
| 3    | Emma Coburn        | USA Estados Unidos | 9:16.91  | Q               |
| 4    | Geneviève Lalonde  | CAN Canadá         | 9:22.64  | q,              |
| 5    | Purity Kirui       | KEN Quênia         | 9:30.13  |                 |
| 6    | Marwa Bouzayani    | TUN Tunísia        | 9:31.25  | Recorde pessoal |
| 7    | Lea Meyer          | GER Alemanha       | 9:33.00  |                 |
| 8    | Xu Shuangshuang    | CHN China          | 9:34.92  |                 |
| 9    | Michelle Finn      | IRL Irlanda        | 9:36.26  |                 |
| 10   | Lomi Muleta        | ETH Etiópia        | 9:45.81  |                 |
| 11   | Nataliya Strebkova | UKR Ucrânia        | 9:49.15  |                 |
| 12   | Belén Casetta      | ARG Argentina      | 9:52.89  |                 |
| 13   | Georgia Winkcup    | AUS Austrália      | 9:59.29  |                 |
| 14   | Simone Ferraz      | BRA Brasil         | 10:00.92 |                 |

#### Bateria 2
| Pos. | Atleta                  | CON                | Tempo    | Notas            |
| ---- | ----------------------- | ------------------ | -------- | ---------------- |
| 1    | Courtney Frerichs       | USA Estados Unidos | 9:19.34  | Q                |
| 2    | Gesa Felicitas Krause   | GER Alemanha       | 9:19.62  | Q                |
| 3    | Beatrice Chepkoech      | KEN Quênia         | 9:19.82  | Q                |
| 4    | Zerfe Wondemagegn       | ETH Etiópia        | 9:20.01  | q                |
| 5    | Luiza Gega              | ALB Albânia        | 9:23.85  | q,               |
| 6    | Genevieve Gregson       | AUS Austrália      | 9:26.11  | q                |
| 7    | Tatiane Raquel da Silva | BRA Brasil         | 9:36.43  | Recorde nacional |
| 8    | Regan Yee               | CAN Canadá         | 9:41.14  |                  |
| 9    | Irene van der Reijken   | NED Países Baixos  | 9:42.98  |                  |
| 10   | Yuno Yamanaka           | JPN Japão          | 9:43.83  |                  |
| 11   | Aimee Pratt             | GBR Grã-Bretanha   | 9:47.56  |                  |
| 12   | Aneta Konieczek         | POL Polônia        | 10:07.25 |                  |
| 13   | Zita Kácser             | HUN Hungria        | 10:43.99 |                  |

#### Bateria 3
| Pos. | Atleta                | CON                | Tempo    | Notas                |
| ---- | --------------------- | ------------------ | -------- | -------------------- |
| 1    | Hyvin Jepkemoi        | KEN Quênia         | 9:23.17  | Q                    |
| 2    | Maruša Mišmaš-Zrimšek | SLO Eslovênia      | 9:23.36  | Q                    |
| 3    | Mekides Abebe         | ETH Etiópia        | 9:23.95  | Q                    |
| 4    | Valerie Constien      | USA Estados Unidos | 9:24.31  | q                    |
| 5    | Elizabeth Bird        | GBR Grã-Bretanha   | 9:24.34  | q                    |
| 6    | Elena Burkard         | GER Alemanha       | 9:30.64  |                      |
| 7    | Lili Anna Tóth        | HUN Hungria        | 9:30.96  | Recorde pessoal      |
| 8    | Alicja Konieczek      | POL Polônia        | 9:31.79  |                      |
| 9    | Anna Emilie Møller    | DEN Dinamarca      | 9:31.99  | Recorde da temporada |
| 10   | Alycia Butterworth    | CAN Canadá         | 9:34.25  |                      |
| 11   | Amy Cashin            | AUS Austrália      | 9:34.67  |                      |
| 12   | Eilish Flanagan       | IRL Irlanda        | 9.34.86  | Recorde pessoal      |
| 13   | Carolina Robles       | ESP Espanha        | 9:45.37  | qR                   |
| 14   | Adva Cohen            | ISR Israel         | 10:05.95 |                      |

### Final
A final foi disputada em 4 de agosto, às 20:00 locais.
| Pos.              | Atleta                | CON                | Tempo   | Notas                |
| ----------------- | --------------------- | ------------------ | ------- | -------------------- |
| Medalha de ouro   | Peruth Chemutai       | UGA Uganda         | 9:01.45 | Recorde nacional     |
| Medalha de prata  | Courtney Frerichs     | USA Estados Unidos | 9:04.79 | Recorde da temporada |
| Medalha de bronze | Hyvin Jepkemoi        | KEN Quênia         | 9:05.39 |                      |
| 4                 | Mekides Abebe         | ETH Etiópia        | 9:06.16 |                      |
| 5                 | Gesa Felicitas Krause | GER Alemanha       | 9:14.00 |                      |
| 6                 | Maruša Mišmaš-Zrimšek | SLO Eslovênia      | 9:14.84 | Recorde nacional     |
| 7                 | Beatrice Chepkoech    | KEN Quênia         | 9:16.33 |                      |
| 8                 | Zerfe Wondemagegn     | ETH Etiópia        | 9:16.41 | Recorde pessoal      |
| 9                 | Elizabeth Bird        | GBR Grã-Bretanha   | 9:19.68 | Recorde nacional     |
| 10                | Winfred Yavi          | BRN Bahrein        | 9:19.74 |                      |
| 11                | Geneviève Lalonde     | CAN Canadá         | 9:22.40 | Recorde nacional     |
| 12                | Valerie Constien      | USA Estados Unidos | 9:31.61 |                      |
| 13                | Luiza Gega            | ALB Albânia        | 9:34.10 |                      |
| 14                | Carolina Robles       | ESP Espanha        | 9:50.96 |                      |
| —                 | Genevieve Gregson     | AUS Austrália      | —       | DNF                  |
| —                 | Emma Coburn           | USA Estados Unidos | DSQ     | TR 17.3.2            |

Legenda
| Recorde mundial      | Recorde mundial (World record)               |                       | Recorde africano                      | Recorde africano (African) |                                           | Q | Classificado por posição (Qualified) |
| Recorde olímpico     | Recorde olímpico (Olympic record)            | Recorde da América    | Recorde da América (Americas)         | q                          | Classificado por melhor tempo (Qualified) |   |                                      |
| Melhor marca do ano  | Melhor marca do ano (World leading)          | Recorde asiático      | Recorde asiático (Asian)              | DNS                        | Não largou (Did not start)                |   |                                      |
| Recorde nacional     | Recorde nacional (National record)           | Recorde europeu       | Recorde europeu (European)            | DNF                        | Não terminou (Did not finish)             |   |                                      |
| Recorde pessoal      | Recorde pessoal do atleta (Personal best)    | Recorde da Oceania    | Recorde da Oceania (Oceania)          | DSQ / DQ                   | Desclassificado (Disqualified)            |   |                                      |
| Recorde da temporada | Recorde da temporada do atleta (Season best) | Recorde sul-americano | Recorde sul-americano (South America) | NM                         | Sem marca (No mark)                       |   |                                      |